# Преображенська загальноосвітня школа
Преображенська загальноосвітня школа І-ІІ ступенів — україномовний навчальний заклад І-ІІ ступенів акредитації у селі Преображенка, Юр'ївського району Дніпропетровської області.

## Загальні дані
КЗО "Преображенський Навчаольно-виховний комплекс" "Загальноосвітня школа І-ІІ ступенів - Дошкільний навчальний заклад""   розташований за адресою: вул. Шкільна, 42, село Преображенка (Юр'ївський район) — 51315, Україна.
Директор закладу — Шелєпова Олена Миколаївна. 
Мова викладання — українська.
Місія школи: школа вважає своєю місією створення умов для реалізації духовного, інтелектуального і фізичного потенціалу особистості учнів.
Пріоритетні форми організації і методи:
– Творча діяльність учнів в системі особисто орієнтованого підходу і морального розвитку учнів
– Необхідна умова – творча діяльність кожного педагога;
Мета:
– Забезпечити реалізацію концепції громадянського виховання особистості в умовах розвитку української державності; 
– Виховання здорової нації;
– Формувати особистісні риси громадян української держави, розвиненої духовності, фізичної досконалості; моральної, художньо-естетичної, правової, трудової, екологічної культури громадянина, патріота, гуманіста, сім’янина.

## Історія
В 1929 році в селі відкрита школазавдяки тогочасному голові колгоспу Полікарпу Щербіну. Він зрозумів , що без школи в селі не можна, тому цього ж року відкривають і школу, яка спочатку розміщувалася в невеликій хатині селянина Митрофана Дем’яновича Пономаренка. Всі учні навчалися в одній кімнаті, першим вчителем був І.І.Пусан,а першими учнями   І. Лелека, Г.Тесленко, Н.Книшенко та діти із сімей Щербини, Фесенків, Морщанських.
В 1953 році голова колгоспу Іван Пилипович Тесленко дійшов висновку, що початкової школи в селі недостатньо, бо дітям доводилося в мороз і негоду йти пішки за 6-9 кілометрів до Олексіївської семирічки, тому школу було реорганізовано в семирічку (перший директор Семен Антонович Дришлюк). В той час школа розміщувалася в декількох пристосованих приміщеннях, що було дуже незручно вчителям та учням. Тому вже через чотири роки голова колгоспу Михайло Георгійович Ляшенко вирішує розпочати будівництво госпрозрахунком нового приміщення для занять учнів. Його задум та розпочату роботу завершив голова колгоспу Михайло Іванович Водолажко, який за побудову нової школи був нагороджений значком „Відмінник освіти України» а директором школи в той час був Анатолій Савич Іопа.
Завдяки цим зусиллям уже понад 40 років діти села Преображенка та навколишніх сіл Новомосковське, Первомайське, Білозірське та Голубівка навчаються у просторих класах однієї школи. Лише майстерні та шкільна їдальня розташовані в одному із старих шкільних приміщень.
Майже все трудове життя віддали нашій школі вчителі: Галина Юхимівна Вільхова, Паша Федорівна Земляна, Дмитро Арсентійович Гелета, Володимир Михайлович Іващенко (нині покійні), Олександра Юхимівна Дрибас, Раїса Сергіївна Водолажко.   
У 2002 році було газифіковано шкільну їдальню, а в 2003 році – приміщення школи. У 2006 році на базі школи відкрито комп'ютерний клас. Організовано роботу по ремонту шкільних приміщень.        
З 2009 року директором Преображенської НСЗШ працює Бутов Олександр Олександрович, який є її випускником. 

## Сьогодення
Навчально-виховний процес забезпечує 12 вчителів з яких :
мають вищу педагогічну освіту - 9;
вчителів вищої категорії - 5;
вчителів І категорії - 2; 
вчителів ІІ категорії - 2;
спеціалістів - 3;
мають звання " Старший вчитель" - 3;
мають звання " Вчитель методист" - 1;